# Wyvern af Ålesund

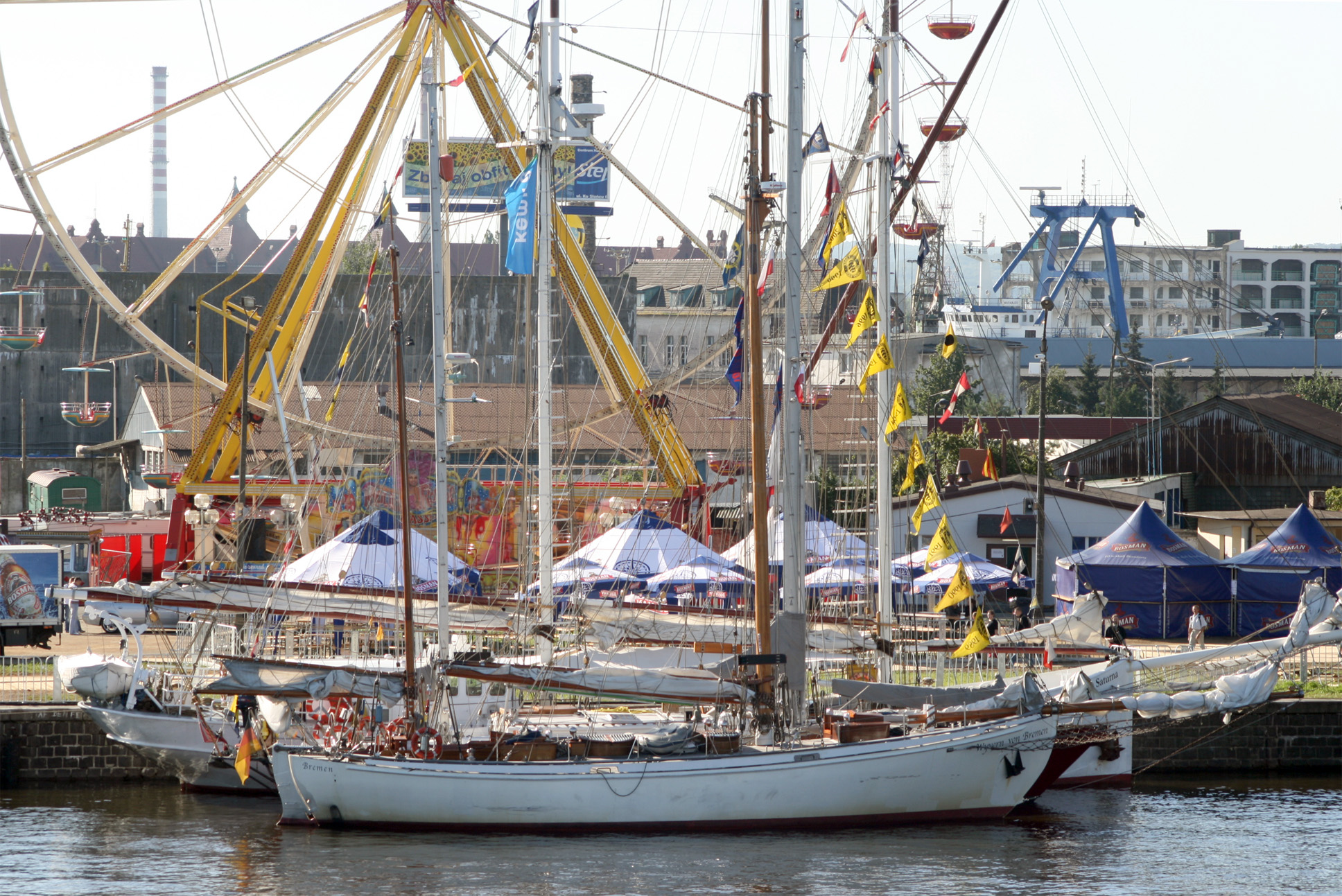
Als Wyvern von Bremen (Tall Ships’ Races 2007 in Stettin)

Die Wyvern af Ålesund (ex-Wyvern von Bremen) ist eine Segelyacht vom Typ Ketsch, die 1992 als Replik der norwegischen Wyvern (benannt nach der mythologischen Drachenart Wyvern) von 1897 gebaut wurde.
Konstrukteur des zweimastigen Segelbootes ist Colin Archer. Gebaut wurde die Yacht als Wyvern von Bremen von 573 Auszubildenden, europaweit verteilt in einem internationalen Ausbildungsprojekt. Sie wurde auf dem Gelände des Bremer Vulkan nach den Originalplänen in Stahlbauweise fertiggestellt und nach dreieinhalbjähriger Bauzeit zu Wasser gelassen.
1992 führte die Jungfernfahrt nach Norwegen, wobei es in Stavanger zum Treffen mit dem Original kam. Von 1997 bis 2004 war die „Stiftung für Ausbildungsschiffe“ Eigner dieses besonderen Seglers. Mit Auflösung der Stiftung ging das Schiff an den Verein Clipper DJS über, der die Wyvern von Bremen betreute und an Vereinsmitglieder vermittelte. Ende 2008 wurde das Boot nach Norwegen verkauft, in Ålesund registriert und anschließend touristisch genutzt; das Schiff erhielt den Namen Wyvern af Ålesund.

## Maße und Längen
Die Länge über Alles beträgt 24,60 m und die breiteste Stelle des Schiffes misst 5,40 m. Die Wyvern af Ålesund hat einen Tiefgang von 3,10 m und eine Verdrängung von 59 Tonnen. Als Zweimaster besitzt das Schiff einen 26,00 m hohen Großmast und einen Besanmast, der 15,00 m hoch ist. Das Großsegel hat eine Fläche von 83,5 m², die maximal mögliche Segelfläche beträgt 380 m², wenn alle Segel gesetzt werden.
Für Passagiere stehen elf Kojen bereit. Bis zu neun Gäste sind in Doppelkabinen untergebracht. Zwei weitere Kojen befinden sich in der Messe und sind für den Lotsen oder Eigner vorgesehen. Außerdem ist ein Salon mit angeschlossener Pantry vorhanden. Lederpolsterungen und Mahagoni-Interieur prägen den Innenausbau.